# Copa Libertadores 2009
Die Copa Libertadores 2009, aufgrund des Sponsorings der Bankengruppe Santander auch Copa Santander Libertadores, war die 50. Auflage des wichtigsten südamerikanischen Fußballwettbewerbs für Vereinsmannschaften. Wie im Vorjahr nahmen 38 Mannschaften aus den 10 Mitgliedsverbänden der CONMEBOL und aus Mexiko teil. Mexiko entsandte – wie in den letzten Jahren auch – auf Einladung drei Mannschaften. Das Turnier begann am 27. Januar mit der Qualifikationsrunde und endete am 15. Juli 2009 mit dem Finalrückspiel.

## Teilnehmende Mannschaften
Die folgenden Mannschaften nehmen an der Copa Libertadores 2009 teil. Da Liga de Quito als Titelverteidiger automatisch dabei ist, durfte Ecuador vier statt der üblichen drei Starter zum Turnier schicken, wobei zwei in die Qualifikation mussten. Die Mannschaften, die sich erst noch für die Hauptrunde qualifizieren mussten, sind in der Tabelle mit einem (Q) gekennzeichnet.
| Argentinien | CA Lanús Meister der Apertura 2007                                                           | River Plate Meister der Clausura 2008                           | Boca Juniors Meister der Apertura 2008                               |
| Argentinien | Club Atlético San Lorenzo de Almagro Erster in der kombinierten Tabelle der drei Spielzeiten | Estudiantes de La Plata (Q) Zweiter in der kombinierten Tabelle |                                                                      |
| Bolivien    | Universitario de Sucre Meister der Apertura 2008                                             | Club Aurora Meister der Clausura 2008                           | Real Potosí (Q) Sieger der Play-offs 2008                            |
| Brasilien   | FC São Paulo Meister 2008                                                                    | Grêmio Porto Alegre Zweiter 2008                                | Cruzeiro Belo Horizonte Dritter 2008                                 |
| Brasilien   | Palmeiras São Paulo (Q) Vierter 2008                                                         | Sport Recife Pokalsieger 2008                                   |                                                                      |
| Chile       | Everton de Viña del Mar Meister der Apertura 2008                                            | CSD Colo-Colo Meister der Clausura 2008                         | CF Universidad de Chile (Q) Erster in Runde 1 der Clausura           |
| Ecuador     | LDU Quito Titelverteidiger                                                                   | Deportivo Quito Meister 2008                                    | Deportivo Cuenca (Q) Dritter 2008                                    |
| Ecuador     | CD El Nacional (Q) Vierter 2008                                                              |                                                                 |                                                                      |
| Kolumbien   | Chicó FC Meister der Apertura 2008                                                           | América de Cali Meister der Finalización 2008                   | Independiente Medellín (Q) Zweiter in der Gesamttabelle 2008         |
| Mexiko      | San Luis FC Erster der regulären Saison der Apertura 2008                                    | CD Guadalajara Gewinner der InterLiga 2009                      | CF Pachuca (Q) Zweiter der InterLiga 2009                            |
| Paraguay    | Club Libertad Meister der Apertura und Clausura 2008                                         | Club Guaraní Zweiter in der Gesamttabelle 2008                  | Club Nacional (Q) Dritter in der Gesamttabelle 2008                  |
| Peru        | Universitario de Deportes Meister der Apertura 2008                                          | CD Universidad San Martín Meister der Clausura 2008             | Sporting Cristal (Q) Zweiter in der Gesamttabelle 2008               |
| Uruguay     | Defensor Sporting Meister 2008                                                               | Nacional Montevideo Gewinner der Liguilla Pre-Libertadores 2008 | Club Atlético Peñarol (Q) Dritter der Liguilla Pre-Libertadores 2008 |
| Venezuela   | Deportivo Táchira FC Meister 2008                                                            | Caracas FC Finalist 2008                                        | Deportivo Anzoátegui (Q) Dritter 2008                                |

## Modus
Bei Punktgleichheit in der Gruppenphase war die Tordifferenz für das Weiterkommen maßgebend, dann die Anzahl der erzielten Tore, danach die der auswärts erzielten Treffer. Sind auch diese gleich, entschied in der Gruppenphase das Los, in den K.-o.-Runden ein Elfmeterschießen. Lediglich im Finale folgte gegebenenfalls bei unentschiedenem Spielstand nach Hin- und Rückspiel vor dem Elfmeterschießen noch eine Verlängerung.

## Qualifikation
Die Hinspiele fanden am 27., 28. und 29. Januar 2009 statt (Ortszeit), die Rückspiele am 3., 4. und 5. Februar. Das erstgenannte Team hatte im Hinspiel Heimrecht, das zweite im Rückspiel.
|                         | Gesamt    |                         | Hinspiel | Rückspiel |
| ----------------------- | --------- | ----------------------- | -------- | --------- |
| Independiente Medellín  | 4:0       | Club Atlético Peñarol   | 4:0      | 0:0       |
| Sporting Cristal        | (a)2:2(a) | Estudiantes de La Plata | 2:1      | 0:1       |
| CD El Nacional          | 3:8       | Club Nacional           | 0:5      | 3:3       |
| Deportivo Anzoátegui    | 2:3       | Deportivo Cuenca        | 2:0      | 0:3       |
| Palmeiras São Paulo     | 7:1       | Real Potosí             | 5:1      | 2:0       |
| CF Universidad de Chile | (a)2:2(a) | CF Pachuca              | 1:0      | 1:2       |

## Gruppenphase
Das angegebene Datum bezieht sich jeweils auf die Ortszeit. Viele Spiele finden in Südamerika abends statt, was den frühen Morgenstunden des Folgetages in Mitteleuropa entspricht.

### Gruppe 1
| Pl. | Verein              | Sp. | S | U | N | Tore    | Diff. | Punkte |
| --- | ------------------- | --- | - | - | - | ------- | ----- | ------ |
| 1.  | Sport Recife        | 6   | 4 | 1 | 1 | 010:700 | +3    | 13     |
| 2.  | Palmeiras São Paulo | 6   | 3 | 1 | 2 | 009:700 | +2    | 10     |
| 3.  | CSD Colo-Colo       | 6   | 2 | 1 | 3 | 009:700 | +2    | 07     |
| 4.  | LDU Quito           | 6   | 1 | 1 | 4 | 006:130 | −7    | 04     |

| 17. Februar 2009    |     |                                                                 |
| Liga de Quito       | 3:2 | Palmeiras São Paulo \|\| Estadio La Casa Blanca                 |
| 18. Februar 2009    |     |                                                                 |
| CSD Colo-Colo       | 1:2 | Sport Recife \|\| Estadio Monumental (Santiago de Chile)        |
| 3. März 2009        |     |                                                                 |
| Palmeiras São Paulo | 1:3 | CSD Colo-Colo \|\| Estádio Palestra Itália                      |
| 4. März 2009        |     |                                                                 |
| Sport Recife        | 2:0 | Liga de Quito \|\| Estádio Ilha do Retiro                       |
| 12. März 2009       |     |                                                                 |
| CSD Colo-Colo       | 3:0 | Liga de Quito \|\| Estadio Monumental (Santiago de Chile)       |
| 8. April 2009       |     |                                                                 |
| Sport Recife        | 0:2 | Palmeiras São Paulo \|\| Estádio Ilha do Retiro                 |
| 9. April 2009       |     |                                                                 |
| Liga de Quito       | 1:1 | CSD Colo-Colo \|\| Estadio La Casa Blanca                       |
| 15. April 2009      |     |                                                                 |
| Palmeiras São Paulo | 1:1 | Sport Recife \|\| Estádio Palestra Itália                       |
| 21. April 2009      |     |                                                                 |
| Palmeiras São Paulo | 2:0 | Liga de Quito \|\| Estádio Palestra Itália                      |
| 22. April 2009      |     |                                                                 |
| Sport Recife        | 2:1 | CSD Colo-Colo \|\| Estádio Ilha do Retiro                       |
| 29. April 2009      |     |                                                                 |
| Liga de Quito       | 2:3 | Sport Recife \|\| Estadio La Casa Blanca                        |
| CSD Colo-Colo       | 0:1 | Palmeiras São Paulo \|\| Estadio Monumental (Santiago de Chile) |

### Gruppe 2
| Pl. | Verein               | Sp. | S | U | N | Tore    | Diff. | Punkte |
| --- | -------------------- | --- | - | - | - | ------- | ----- | ------ |
| 1.  | Boca Juniors         | 6   | 5 | 0 | 1 | 011:300 | +8    | 15     |
| 2.  | Deportivo Cuenca     | 6   | 3 | 1 | 2 | 009:400 | +5    | 10     |
| 3.  | Deportivo Táchira FC | 6   | 3 | 0 | 3 | 006:900 | −3    | 09     |
| 4.  | Club Guaraní         | 6   | 0 | 1 | 5 | 005:150 | −10   | 01     |

| 10. Februar 2009  |     |                                                          |                             |
| Club Guaraní      | 1:2 | Deportivo Táchira                                        | Estadio General Pablo Rojas |
| 17. Februar 2009  |     |                                                          |                             |
| Boca Juniors      | 1:0 | Deportivo Cuenca \|\| La Bombonera                       |                             |
| 24. Februar 2009  |     |                                                          |                             |
| Deportivo Cuenca  | 4:0 | Club Guaraní \|\| Estadio Alejandro Serrano Aguilar      |                             |
| 4. März 2009      |     |                                                          |                             |
| Deportivo Táchira | 0:1 | Boca Juniors \|\| El Templo Sagrado                      |                             |
| 11. März 2009     |     |                                                          |                             |
| Deportivo Táchira | 1:0 | Deportivo Cuenca \|\| El Templo Sagrado                  |                             |
| 17. März 2009     |     |                                                          |                             |
| Deportivo Cuenca  | 3:1 | Deportivo Táchira \|\| Estadio Alejandro Serrano Aguilar |                             |
| 18. März 2009     |     |                                                          |                             |
| Club Guaraní      | 1:3 | Boca Juniors \|\| El Bosque de Para Uno                  |                             |
| 9. April 2009     |     |                                                          |                             |
| Boca Juniors      | 3:1 | Club Guaraní \|\| La Bombonera                           |                             |
| 16. April 2009    |     |                                                          |                             |
| Deportivo Táchira | 2:1 | Club Guaraní \|\| El Templo Sagrado                      |                             |
| 22. April 2009    |     |                                                          |                             |
| Deportivo Cuenca  | 1:0 | Boca Juniors \|\| Estadio Alejandro Serrano Aguilar      |                             |
| 30. April 2009    |     |                                                          |                             |
| Club Guaraní      | 1:1 | Deportivo Cuenca \|\| El Parque Central                  |                             |
| Boca Juniors      | 3:0 | Deportivo Táchira \|\| La Bombonera                      |                             |

### Gruppe 3
| Pl. | Verein                    | Sp. | S | U | N | Tore    | Diff. | Punkte |
| --- | ------------------------- | --- | - | - | - | ------- | ----- | ------ |
| 1.  | Nacional Montevideo       | 6   | 4 | 2 | 0 | 012:300 | +9    | 14     |
| 2.  | CD Universidad San Martín | 6   | 2 | 2 | 2 | 007:900 | −2    | 08     |
| 3.  | River Plate               | 6   | 2 | 1 | 3 | 007:900 | −2    | 07     |
| 4.  | Club Nacional             | 6   | 1 | 1 | 4 | 007:120 | −5    | 04     |

| 12. Februar 2009          |     |                                                            |
| Nacional Montevideo       | 2:1 | CD Universidad San Martín \|\| El Parque Central           |
| River Plate               | 1:0 | Club Nacional \|\| El Monumental                           |
| 18. Februar 2009          |     |                                                            |
| Club Nacional             | 0:3 | Nacional Montevideo \|\| Estadio General Pablo Rojas       |
| 5. März 2009              |     |                                                            |
| CD Universidad San Martín | 2:1 | River Plate \|\| Estadio Nacional (Lima)                   |
| 12. März 2009             |     |                                                            |
| CD Universidad San Martín | 2:1 | Club Nacional \|\| Estadio Alejandro Villanueva            |
| 19. März 2009             |     |                                                            |
| Nacional Montevideo       | 3:0 | River Plate \|\| Estadio Centenario                        |
| 7. April 2009             |     |                                                            |
| Club Nacional             | 1:1 | CD Universidad San Martín \|\| Estadio General Pablo Rojas |
| River Plate               | 0:0 | Nacional Montevideo \|\| El Monumental                     |
| 21. April 2009            |     |                                                            |
| CD Universidad San Martín | 1:1 | Nacional Montevideo \|\| Estadio Alejandro Villanueva      |
| 23. April 2009            |     |                                                            |
| Club Nacional             | 4:2 | River Plate \|\| Estadio Defensores del Chaco              |
| 30. April 2009            |     |                                                            |
| Nacional Montevideo       | 3:1 | Club Nacional \|\| Estadio Centenario                      |
| River Plate               | 3:0 | CD Universidad San Martín \|\| El Monumental               |

### Gruppe 4
| Pl. | Verein                 | Sp. | S | U | N | Tore    | Diff. | Punkte |
| --- | ---------------------- | --- | - | - | - | ------- | ----- | ------ |
| 1.  | FC São Paulo           | 6   | 4 | 1 | 1 | 010:600 | +4    | 13     |
| 2.  | Defensor Sporting      | 6   | 2 | 2 | 2 | 006:600 | ±0    | 08     |
| 3.  | Independiente Medellín | 6   | 1 | 4 | 1 | 007:700 | ±0    | 07     |
| 4.  | América de Cali        | 6   | 0 | 3 | 3 | 003:700 | −4    | 03     |

| 10. Februar 2009       |     |                                                               |
| Defensor Sporting      | 1:0 | América de Cali \|\| Estadio Centenario                       |
| 18. Februar 2009       |     |                                                               |
| FC São Paulo           | 1:1 | Independiente Medellín \|\| Estádio do Morumbi                |
| 24. Februar 2009       |     |                                                               |
| Independiente Medellín | 0:0 | Defensor Sporting \|\| Estadio Atanasio Girardot              |
| 5. März 2009           |     |                                                               |
| América de Cali        | 1:3 | FC São Paulo \|\| Estadio Olímpico Pascual Guerrero           |
| 10. März 2009          |     |                                                               |
| América de Cali        | 1:1 | Independiente Medellín \|\| Estadio Olímpico Pascual Guerrero |
| 17. März 2009          |     |                                                               |
| Independiente Medellín | 0:0 | América de Cali \|\| Estadio Atanasio Girardot                |
| 18. März 2009          |     |                                                               |
| Defensor Sporting      | 0:1 | FC São Paulo \|\| Estadio Centenario                          |
| 9. April 2009          |     |                                                               |
| FC São Paulo           | 2:1 | Defensor Sporting \|\| Estádio do Morumbi                     |
| 15. April 2009         |     |                                                               |
| Independiente Medellín | 2:1 | São Paulo FC \|\| Estadio Atanasio Girardot                   |
| 16. April 2009         |     |                                                               |
| América de Cali        | 0:0 | Defensor Sporting \|\| Estadio Olímpico Pascual Guerrero      |
| 22. April 2009         |     |                                                               |
| Defensor Sporting      | 4:3 | Independiente Medellín \|\| Estadio Centenario                |
| FC São Paulo           | 2:1 | América de Cali \|\| Estádio do Morumbi                       |

### Gruppe 5
| Pl. | Verein                  | Sp. | S | U | N | Tore    | Diff. | Punkte |
| --- | ----------------------- | --- | - | - | - | ------- | ----- | ------ |
| 1.  | Cruzeiro Belo Horizonte | 6   | 4 | 1 | 1 | 009:500 | +4    | 13     |
| 2.  | Estudiantes de La Plata | 6   | 3 | 1 | 2 | 009:400 | +5    | 10     |
| 3.  | Deportivo Quito         | 6   | 2 | 2 | 2 | 006:900 | −3    | 08     |
| 4.  | Universitario de Sucre  | 6   | 0 | 2 | 4 | 002:800 | −6    | 02     |

| 12. Februar 2009        |     |                                                         |
| Universitario de Sucre  | 1:1 | Deportivo Quito \|\| Estadio Olímpico Patria            |
| 19. Februar 2009        |     |                                                         |
| Cruzeiro Belo Horizonte | 3:0 | Estudiantes de La Plata \|\| Mineirão                   |
| 25. Februar 2009        |     |                                                         |
| Deportivo Quito         | 1:1 | Cruzeiro Belo Horizonte \|\| Estadio Olímpico Atahualpa |
| 26. Februar 2009        |     |                                                         |
| Estudiantes de La Plata | 1:0 | Universitario de Sucre \|\| Estadio Ciudad de La Plata  |
| 4. März 2009            |     |                                                         |
| Universitario de Sucre  | 0:1 | Cruzeiro Belo Horizonte \|\| Estadio Olímpico Patria    |
| 10. März 2009           |     |                                                         |
| Deportivo Quito         | 1:0 | Estudiantes de La Plata \|\| Estadio Olímpico Atahualpa |
| 18. März 2009           |     |                                                         |
| Cruzeiro Belo Horizonte | 2:0 | Universitario de Sucre \|\| Mineirão                    |
| 19. März 2009           |     |                                                         |
| Estudiantes de La Plata | 4:0 | Deportivo Quito \|\| Estadio Ciudad de La Plata         |
| 8. April 2009           |     |                                                         |
| Estudiantes de La Plata | 4:0 | Cruzeiro Belo Horizonte \|\| Estadio Ciudad de La Plata |
| 14. April 2009          |     |                                                         |
| Deportivo Quito         | 3:1 | Universitario de Sucre \|\| Estadio Olímpico Atahualpa  |
| 23. April 2009          |     |                                                         |
| Universitario de Sucre  | 0:0 | Estudiantes de La Plata \|\| Estadio Olímpico Patria    |
| Cruzeiro Belo Horizonte | 2:0 | Deportivo Quito \|\| Mineirão                           |

### Gruppe 6
| Pl. | Verein                  | Sp. | S | U | N | Tore    | Diff. | Punkte |
| --- | ----------------------- | --- | - | - | - | ------- | ----- | ------ |
| 1.  | FC Caracas              | 6   | 3 | 1 | 2 | 007:400 | +3    | 10     |
| 2.  | Deportivo Guadalajara   | 6   | 2 | 3 | 1 | 009:600 | +3    | 09     |
| 3.  | Everton de Viña del Mar | 6   | 2 | 2 | 2 | 007:100 | −3    | 08     |
| 4.  | CA Lanús                | 6   | 0 | 4 | 2 | 005:800 | −3    | 04     |

| 11. Februar 2009        |     |                                                                        |
| CA Lanús                | 1:1 | Deportivo Guadalajara \|\| Estadio Ciudad de Lanús – Néstor Díaz Pérez |
| 17. Februar 2009        |     |                                                                        |
| Everton de Viña del Mar | 1:0 | FC Caracas \|\| Estadio Sausalito                                      |
| 25. Februar 2009        |     |                                                                        |
| FC Caracas              | 3:1 | CA Lanús \|\| Estadio Olímpico                                         |
| Deportivo Guadalajara   | 6:2 | Everton de Viña del Mar \|\| Estadio Jalisco                           |
| 3. März 2009            |     |                                                                        |
| FC Caracas              | 2:0 | Deportivo Guadalajara \|\| Estadio Olímpico                            |
| 11. März 2009           |     |                                                                        |
| Everton de Viña del Mar | 1:1 | CA Lanús \|\| Estadio Sausalito                                        |
| Deportivo Guadalajara   | 1:0 | FC Caracas \|\| Estadio Jalisco                                        |
| 17. März 2009           |     |                                                                        |
| CA Lanús                | 1:2 | Everton Viña del Mar \|\| Estadio Ciudad de Lanús – Néstor Díaz Pérez  |
| 4. April 2009           |     |                                                                        |
| FC Caracas              | 1:0 | Everton de Viña del Mar \|\| Estadio Olímpico                          |
| Deportivo Guadalajara   | 0:0 | CA Lanús \|\| Estadio Jalisco                                          |
| 29. April 2009          |     |                                                                        |
| Everton de Viña del Mar | 1:1 | Deportivo Guadalajara \|\| Estadio Sausalito                           |
| CA Lanús                | 1:1 | FC Caracas \|\| Estadio Ciudad de Lanús – Néstor Díaz Pérez            |

### Gruppe 7
| Pl. | Verein                  | Sp. | S | U | N | Tore    | Diff. | Punkte |
| --- | ----------------------- | --- | - | - | - | ------- | ----- | ------ |
| 1.  | Grêmio Porto Alegre     | 6   | 5 | 1 | 0 | 011:100 | +10   | 16     |
| 2.  | CF Universidad de Chile | 6   | 3 | 1 | 2 | 008:600 | +2    | 10     |
| 3.  | Chicó FC                | 6   | 3 | 0 | 3 | 008:800 | ±0    | 09     |
| 4.  | Club Aurora             | 6   | 0 | 0 | 6 | 003:150 | −12   | 0      |

| 10. Februar 2009        |     |                                                          |
| Club Aurora             | 0:3 | Chicó FC \|\| Estadio Félix Capriles                     |
| 25. Februar 2009        |     |                                                          |
| Grêmio Porto Alegre     | 0:0 | CF Universidad de Chile \|\| Estádio Olímpico Monumental |
| 4. März 2009            |     |                                                          |
| CF Universidad de Chile | 3:0 | Club Aurora \|\| Estadio Francisco Sánchez Rumoroso      |
| 11. März 2009           |     |                                                          |
| Chicó FC                | 0:1 | Grêmio Porto Alegre \|\| Estadio La Independencia        |
| 18. März 2009           |     |                                                          |
| Chicó FC                | 3:0 | CF Universidad de Chile \|\| Estadio La Independencia    |
| 25. März 2009           |     |                                                          |
| Club Aurora             | 1:2 | Grêmio Porto Alegre \|\| Estadio Félix Capriles          |
| 7. April 2009           |     |                                                          |
| Grêmio Porto Alegre     | 3:0 | Club Aurora \|\| Estádio Olímpico Monumental             |
| 8. April 2009           |     |                                                          |
| CF Universidad de Chile | 3:0 | Chicó FC \|\| Estadio Nacional de Chile                  |
| 15. April 2009          |     |                                                          |
| CF Universidad de Chile | 0:2 | Grêmio Porto Alegre \|\| Estadio Nacional de Chile       |
| 16. April 2009          |     |                                                          |
| Chicó FC                | 2:1 | Club Aurora \|\| Estadio La Independencia                |
| 28. April 2009          |     |                                                          |
| Club Aurora             | 1:2 | CF Universidad de Chile \|\| Estadio Félix Capriles      |
| Grêmio Porto Alegre     | 3:0 | Chicó FC \|\| Estádio Olímpico Monumental                |

### Gruppe 8
| Pl. | Verein                               | Sp. | S | U | N | Tore    | Diff. | Punkte |
| --- | ------------------------------------ | --- | - | - | - | ------- | ----- | ------ |
| 1.  | Club Libertad                        | 6   | 4 | 0 | 2 | 007:500 | +2    | 12     |
| 2.  | San Luis FC                          | 6   | 2 | 2 | 2 | 007:700 | ±0    | 08     |
| 3.  | Universitario de Deportes            | 6   | 2 | 2 | 2 | 006:700 | −1    | 08     |
| 4.  | Club Atlético San Lorenzo de Almagro | 6   | 2 | 0 | 4 | 006:700 | −1    | 06     |

| 11. Februar 2009                     |     |                                                                           |
| Club Atlético San Lorenzo de Almagro | 4:1 | San Luis FC \|\| El Nuevo Gasómetro                                       |
| Club Libertad                        | 2:1 | Universitario de Deportes \|\| Estadio Feliciano Cáceres                  |
| 19. Februar 2009                     |     |                                                                           |
| Universitario de Deportes            | 1:0 | Club Atlético San Lorenzo de Almagro \|\| Estadio Monumental              |
| 26. Februar 2009                     |     |                                                                           |
| San Luis FC                          | 0:1 | Club Libertad \|\| Estadio Alfonso Lastras Ramírez                        |
| 5. März 2009                         |     |                                                                           |
| Club Libertad                        | 2:0 | Club Atlético San Lorenzo de Almagro \|\| Estadio Feliciano Cáceres       |
| 10. März 2009                        |     |                                                                           |
| Universitario de Deportes            | 0:0 | San Luis FC \|\| Estadio Monumental                                       |
| 18. März 2009                        |     |                                                                           |
| Club Atlético San Lorenzo de Almagro | 0:1 | Club Libertad \|\| El Nuevo Gasómetro                                     |
| San Luis FC                          | 2:2 | Universitario de Deportes \|\| Estadio Alfonso Lastras Ramírez            |
| 7. April 2009                        |     |                                                                           |
| Universitario de Deportes            | 2:1 | Club Libertad \|\| Estadio Monumental                                     |
| 8. April 2009                        |     |                                                                           |
| San Luis FC                          | 2:0 | Club Atlético San Lorenzo de Almagro \|\| Estadio Alfonso Lastras Ramírez |
| 28. April 2009                       |     |                                                                           |
| Club Atlético San Lorenzo de Almagro | 2:0 | Universitario de Deportes \|\| El Nuevo Gasómetro                         |
| Club Libertad                        | 0:2 | San Luis FC \|\| Estadio Feliciano Cáceres                                |

## Achtelfinale
Für das Achtelfinale qualifizierten sich der Erste und der Zweite jeder Gruppe.
Die Spiele wurden nicht ausgelost, sondern über eine Setzliste bestimmt. An die acht Gruppensieger wurden entsprechend ihrer Rangfolge die Startnummern 1 bis 8 vergeben, der beste Gruppensieger erhielt also die 1, der zweitbeste Gruppensieger die 2 usw. Die acht Gruppenzweiten erhielten die Startnummern 9 bis 16. Im Achtelfinale spielten dann 1 – 16, 2 – 15, 3 – 14 …, also der beste Gruppenerste gegen den schlechtesten Gruppenzweiten usw.
| 1                                        | Grêmio Porto Alegre       | 16 | +5 |
| 2                                        | Boca Juniors              | 15 | +8 |
| 3                                        | Nacional Montevideo       | 14 | +9 |
| 4                                        | FC São Paulo              | 13 | +4 |
| 5                                        | Cruzeiro Belo Horizonte   | 13 | +4 |
| 6                                        | Sport Recife              | 13 | +3 |
| 7                                        | Club Libertad             | 12 | +2 |
| 8                                        | FC Caracas                | 10 | +3 |
| 9                                        | Deportivo Cuenca          | 10 | +5 |
| 10                                       | Estudiantes de La Plata   | 10 | +5 |
| 11                                       | Palmeiras São Paulo       | 10 | +2 |
| 12                                       | CF Universidad de Chile   | 10 | +2 |
| 13                                       | CD Guadalajara            | 09 | +3 |
| 14                                       | San Luis FC               | 08 | ±0 |
| 15                                       | Defensor Sporting         | 08 | ±0 |
| 16                                       | CD Universidad San Martín | 08 | −2 |
| Farblegende: Gruppensieger Gruppenzweite |                           |    |    |

|                           | Gesamt          |                         | Hinspiel | Rückspiel |
| ------------------------- | --------------- | ----------------------- | -------- | --------- |
| Palmeiras São Paulo       | 1:1 (3:1 i. E.) | Sport Recife            | 1:0      | 0:1       |
| CD Universidad San Martín | 1:5             | Grêmio Porto Alegre     | 1:3      | 0:2       |
| Deportivo Cuenca          | 2:5             | Caracas FC              | 2:1      | 0:4       |
| Estudiantes de La Plata   | 3:0             | Club Libertad           | 3:0      | 0:0       |
| CF Universidad de Chile   | 1:3             | Cruzeiro Belo Horizonte | 1:2      | 0:1       |
| San Luis FC               | *               | Nacional Montevideo     | –        | –         |
| CD Guadalajara            | *               | FC São Paulo            | –        | –         |
| Defensor Sporting         | 3:2             | Boca Juniors            | 2:2      | 1:0       |

* Die Spiele in Mexiko konnten aufgrund der Influenza-Pandemie 2009 nicht ausgetragen werden, die gegnerischen Mannschaften kamen kampflos weiter.

## Viertelfinale
|                         | Gesamt    |                         | Hinspiel | Rückspiel |
| ----------------------- | --------- | ----------------------- | -------- | --------- |
| Caracas FC              | (a)1:1(a) | Grêmio Porto Alegre     | 1:1      | 0:0       |
| Cruzeiro Belo Horizonte | 4:1       | FC São Paulo            | 2:1      | 2:0       |
| Defensor Sporting       | 0:2       | Estudiantes de La Plata | 0:1      | 0:1       |
| Palmeiras São Paulo     | (a)1:1(a) | Nacional Montevideo     | 1:1      | 0:0       |

## Halbfinale
|                         | Gesamt |                     | Hinspiel | Rückspiel |
| ----------------------- | ------ | ------------------- | -------- | --------- |
| Cruzeiro Belo Horizonte | 5:3    | Grêmio Porto Alegre | 3:1      | 2:2       |
| Estudiantes de La Plata | 3:1    | Nacional Montevideo | 1:0      | 2:1       |

## Finale
Das Finale der Copa Libertadores wurde in Hin- und Rückspiel ausgetragen, wobei im Gegensatz zum restlichen Turnier die Auswärtstorregel außer Kraft gesetzt war. Das Finale war auch die einzige Runde, bei der es bei Torgleichheit nach Ende der regulären Spielzeit im Rückspiel nicht sofort Elfmeterschießen, sondern erst eine Verlängerung gab.

### Hinspiel
| Estudiantes de La Plata                                            | Estudiantes de La Plata | Cruzeiro Belo Horizonte | Cruzeiro Belo Horizonte |
| ------------------------------------------------------------------ | --- | --- | ----------------------- |
| Estudiantes de La Plata                                            | \| 8. Juli 2009 in La Plata, Argentinien (Estadio Ciudad de La Plata) \| \| Ergebnis: 0:0 \| \| Zuschauer: 50.000 \| \| Schiedsrichter: Jorge Larrionda ( Uruguay) \| | \| 8. Juli 2009 in La Plata, Argentinien (Estadio Ciudad de La Plata) \| \| Ergebnis: 0:0 \| \| Zuschauer: 50.000 \| \| Schiedsrichter: Jorge Larrionda ( Uruguay) \|             | Cruzeiro Belo Horizonte |
| Estudiantes de La Plata                                            | Mariano Andujar – Christian Cellay, Rolando Schiavi, Leandro Desábato, Germán Ré – Enzo Pérez, Rodrigo Braña, Juan Sebastián Verón, Leandro Benítez (74. Maximiliano Núñez) – Gastón Fernández (81. Juan Manuel Salgueiro) – Mauro Boselli Cheftrainer: Alejandro Sabella | Fabio – Jonathan, Anderson, Leonardo Silva, Gérson Magrão (87. Fabinho) – Henrique, Marquinhos Paraná, Ramires, Wágner – Kléber, Wellington Paulista Cheftrainer: Adílson Batista | Cruzeiro Belo Horizonte |
| Estudiantes de La Plata                                            | Leandro Benítez (15.), Rolando Schiavi (27.), Leandro Desábato (66.) | Wágner (39.), Kléber (42.), Gerson Magrao (64.), Wellington Paulista (85.) | Cruzeiro Belo Horizonte |
| 8. Juli 2009 in La Plata, Argentinien (Estadio Ciudad de La Plata) | | |                         |
| Ergebnis: 0:0                                                      | | |                         |
| Zuschauer: 50.000                                                  | | |                         |
| Schiedsrichter: Jorge Larrionda ( Uruguay)                         | | |                         |

### Rückspiel

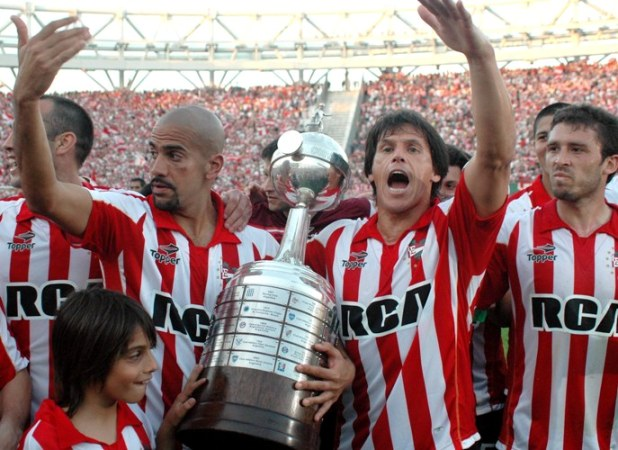
Juan Verón mit der Copa Libertadores

| Cruzeiro Belo Horizonte                               | Cruzeiro Belo Horizonte | Estudiantes de La Plata | Estudiantes de La Plata |
| ----------------------------------------------------- | --- | --- | ----------------------- |
| Cruzeiro Belo Horizonte                               | \| 15. Juli 2009 in Belo Horizonte, Brasilien (Mineirão) \| \| Ergebnis: 1:2 (0:0) \| \| Zuschauer: 70.000 \| \| Schiedsrichter: Carlos Chandía ( Chile) \|                                                  | \| 15. Juli 2009 in Belo Horizonte, Brasilien (Mineirão) \| \| Ergebnis: 1:2 (0:0) \| \| Zuschauer: 70.000 \| \| Schiedsrichter: Carlos Chandía ( Chile) \| | Estudiantes de La Plata |
| Cruzeiro Belo Horizonte                               | Fabio – Jonathan, Thiago Heleno, Leonardo Silva, Gérson Magrão – Henrique, Marquinhos Paraná, Ramires, Wágner (71. Athirson) – Kléber, Wellington Paulista (75. Thiago Ribeiro) Cheftrainer: Adílson Batista | Mariano Andujar – Christian Cellay, Rolando Schiavi, Leandro Desábato, Germán Ré – Enzo Pérez, Rodrigo Braña (87. Matías Sánchez), Juan Sebastián Verón, Leandro Benítez (80. Juan Manuel Díaz) – Gastón Fernández (90. José Luis Calderón) – Mauro Boselli Cheftrainer: Alejandro Sabella | Estudiantes de La Plata |
| Cruzeiro Belo Horizonte                               | 1:0 Henrique (52.) | 1:1 Gastón Fernández (57.) 1:2 Mauro Boselli (73.) | Estudiantes de La Plata |
| Cruzeiro Belo Horizonte                               | Kléber (37.) | Juan Verón (25.), Rodrigo Braña (45.), Matías Sánchez (90.) | Estudiantes de La Plata |
| 15. Juli 2009 in Belo Horizonte, Brasilien (Mineirão) | | |                         |
| Ergebnis: 1:2 (0:0)                                   | | |                         |
| Zuschauer: 70.000                                     | | |                         |
| Schiedsrichter: Carlos Chandía ( Chile)               | | |                         |

## Beste Torschützen
| Rang | Spieler             | Klub                    | Tore |
| ---- | ------------------- | ----------------------- | ---- |
| 1    | Mauro Boselli       | Estudiantes de La Plata | 8    |
| 2    | Jorge Daniel Núñez  | Nacional Asunción       | 7    |
|      | Rodrigo Teixeira    | Deportivo Cuenca        | 7    |
| 4    | Keirrison           | Palmeiras São Paulo     | 6    |
|      | Souza               | Grêmio Porto Alegre     | 6    |
| 6    | Borges              | FC São Paulo            | 5    |
|      | Wellington Paulista | Cruzeiro Belo Horizonte | 5    |
|      | Darío Figueroa      | FC Caracas              | 5    |
|      | Rodrigo Palacio     | Boca Juniors            | 5    |
|      | Martín Palermo      | Boca Juniors            | 5    |